# Волков Ігор Миколайович
Во́лков І́гор Микола́йович (нар. 13 березня 1965, Сімферополь, СРСР) — радянський та український футболіст, що виступав на позиції захисника. Найбільше відомий завдяки виступам у складі сімферопольської «Таврії» та низки інших українських і російських клубів. Переможець першого чемпіонату України з футболу (1992), фіналіст Кубка України (1993/94). Майстер спорту України (1992).

## Життєпис
Ігор Волков народився в Сімферополі. Займатися футболом почав у 11-річному віці в СДЮШОР «Таврія» під керівництвом Валерія Шведюка. Пізніше тренувався у Володимира Стахєєва та В'ячеслава Портнова. Ще будучи школярем потрапив до дублюючого складу «Таврії», а у віці 18 років дебютував у основному складі, ставши майже одразу одним з ключових гравців команди. У 1985 році сімферопольцям вдалося перемогти у 6 зоні другої ліги чемпіонату СРСР, однак пробитися до першої ліги через перехідний турнір футболісти «Таврії» не змогли.
У 1986 році Волков залишив рідний клуб через те, що не потрапляв до ігрової концепції нового тренера сімферопольців Анатолія Полосіна. Ігрову форму підтримував у «Титані» з Армянська та керченському «Океані». У складі керченців перетнувся з «Таврією» у розіграші Кубка СРСР 1988/89, забивши єдиний м'яч у тій грі. Після цього поєдинку Анатолій Заяєв майже протягом року вмовляв Волкова повернутися до Сімферополя і зрештою домігся свого. Ігор одразу ж забронював за собою місце у стартовому складі клубу, а згодом і капітанську пов'зяку, яку йому довірили партнери.
У першому чемпіонаті незалежної України сімферопольцям вдалося створити сенсацію, перегравши у фінальному матчі київське «Динамо» та здобувши «золото» турніру. Сам Ігор у вирішальному поєдинку участі не брав через перебір жовтих карток. В Лізі Чемпіонів «Таврія» спочатку пройшла ірландський «Шелбурн» (0:0, 2:1), а у наступному раунді поступилася за сумою двох матчів швейцарському «Сьйону» (1:3, 1:4). Волков з'являвся на полі у трьох з чотирьох поєдинків. Наступним значним успіхом у складі «Таврії» стала участь у фіналі розіграшу Кубка України 1993/94, в якому сімферопольці поступилися у серії післяматчевих пенальті одеському «Чорноморцю» (капітан сімферопольців свій одинадцятиметровий удар реалізував).
Волков залишив «Таврію» у 1997 році через політику керівництва клубу, спрямовану на омолодження складу. Йому належить абсолютний рекорд клубу за кількістю проведених матчів у всіх турнірах — 433 поєдинки. Після Сімферополя захисник провів дуже потужний сезон у СК «Миколаїв», ставши не лише стовпом оборони команди, а й третім за результативністю гравцем клубу в сезоні. Разом з миколаєвцями він здобув «золото» першої ліги та отримав шанс зіграти у «вишці», однак залишив команду після відставки Анатолія Заяєва.
Після нетривалого перебування у нікопольському «Металурзі» Волков вирушив до Росії, де протягом чотирьох сезонів захищав кольори ФК «Сибіряк» з Братська. У 2002 році повернувся до Сімферополя та розпочав роботу в тренерському штабі «Таврії», допомагаючи все тому ж Заяєву. Пізніше співпрацював у рідному клубі з Олегом Федорчуком, входив до тренерського штабу «Кримтеплиці» та калінінського «Фенікса-Іллічовця». З 2009 року очолював аматорський футбольний клуб «ЮІС-Сервіс».

## Досягнення
Командні трофеї
- Чемпіон України (1): 1992
- Фіналіст Кубка України (1): 1993/94
- Переможець першої ліги чемпіонату України (1): 1997/98
- Переможець 6 зони другої ліги чемпіонату СРСР (1): 1985

Особисті здобутки
- Майстер спорту України (1992)

## Цікаві факти
- Навесні 1991 року Волков у складі «Таврії» провів товариський поєдинок зі збірною СРСР, який завершився сенсаційною перемогою сімферопольців з рахунком 1:0.
- В сезоні 1994/95 у поєдинку «Таврії» з тернопільською «Нивою» Ігор Волков змушений був стати у ворота за 7 хвилин до кінця матчу через вилучення воротаря сімферопольців Максима Левицького. Зі своїм обов'язком капітан «Таврії» впорався на «відмінно», зберігши ворота у недоторканності.